# Гиффард, Хардинг, 1-й граф Холсбери
Хардинг Стэнли Гиффард, 1-й граф Холсбери (англ. Hardinge Stanley Giffard, 1st Earl of Halsbury; 3 сентября 1823 — 11 декабря 1921) — британский юрист и консервативный политик. Он трижды занимал пост лорда-верховного канцлера Великобритании, в общей сложности семнадцать лет.

## Ранняя жизнь и юридическая карьера
Гиффард родился 3 сентября 1833 года в Пентонвилле, Лондон. Третий сын Стэнли Лиса Гиффарда (1788—1858), редактора «Стандард», от его жены Сьюзен Мирс Моран, дочери Фрэнсиса Морана. Его мать умерла, когда ему было пять лет, а отец женился на своей двоюродной сестре Мэри Энн Гиффард. Он получил домашнее образование у своего отца, прежде чем поступить в Мертон-колледж в Оксфорде, где в 1845 году получил степень четвертого класса по гуманитарной литературе. В 1845—1848 годах он помогал своему отцу редактировать Стандарт.
Поступив в Иннер-Темпл студентом в 1848 году, он был призван в тамошнюю коллегию адвокатов в 1850 году. Впоследствии у него была обширная практика в Центральном уголовном суде и на заседаниях Мидлсекского суда, и в течение нескольких лет он был младшим прокурором казначейства. Он участвовал в большинстве знаменитых судебных процессов своего времени, включая дела Оверенда, Гурни и Тичборна. Он стал советником королевы в 1865 году и бенчером Иннер-Темпла.

## Политическая карьера
Гиффард дважды баллотировался в Кардиффе от консерваторов в 1868 и 1874 годах, но он все еще не имел места в Палате общин, когда Дизраэли назначил его генеральным адвокатом в 1875 году и получил рыцарское звание. Он также не смог получить место на дополнительных выборах в Хоршеме в 1876 году. В 1877 году ему удалось получить место, когда его избрали в Лонсестоне, где он продолжал представлять до своего возведения в пэры.
В 1885 году Гиффард был назначен лордом верховным канцлером Великобритании в первой администрации лорда Солсбери и был назначен бароном Холсбери из Холсбери в графстве Девон, что стало замечательным исключением из правила, согласно которому ни один адвокат по уголовным делам никогда не мог добраться до места в Палате лордов. Он возобновил свою должность в 1886 году и занимал ее до 1892 года, а затем снова с 1895 по 1905 год, его пребывание на этом посту, прерванное только краткими либеральными министерствами 1886 и 1892—1895 годов, было дольше, чем у любого лорда-канцлера со времен лорда Элдона. В 1898 году он был назначен графом Холсбери и виконтом Тивертоном из Тивертона в графстве Девон.
Во время кризиса, связанного с Законом о парламенте 1911 года, граф Холсбери был одним из главных лидеров повстанческой фракции пэров—тори, получившей прозвище «Дитчерс», которая решила все, что бы ни случилось, выступить против правительственного законопроекта. На собрании коллег-консерваторов 21 июля того же года граф Холсбери выкрикнул: «Я разделюсь, даже если останусь один». Когда Холсбери покидал собрание, репортер спросил его, что должно произойти. Холсбери немедленно ответил: «Правительство кабинета министров, контролируемого рядовыми социалистами» . Граф Холсбери также был президентом Королевского литературного общества, великим хранителем английских масонов и верховным управляющим Оксфордского университета.
Прочным наследием Холсбери стала компиляция полного сборника «Законы Англии Холсбери» (1907—1917), крупного справочного труда, опубликованного во многих томах и часто называемого просто «Холсбери». За «Законами Холсбери» последовал второй многотомный справочный труд в 1929 году «Уставы Холсбери», а затем «Уставные документы Холсбери».

## Семья
Хардинг Гиффард был дважды женат. 28 августа 1852 года он женился первым браком на Кэролайн Хамфрис (? — 30 сентября 1873), дочери Уильяма Корна Хамфриса. Первый брак был бездетным. 14 октября 1874 года он вторым браком женился на Вильгельмине Вудфолл (? — 22 декабря 1927), дочери Генри Вудфолла. Дети от второго брака:
- Леди Констанс Мэри Эвелин Гиффард (? — 3 июля 1962), жена с 1902 года Эдварда Уолтера Гиффарда (1861—1938)
- Лини Мини Робиас Гиффард (25 августа 1875 — 15 августа 1879)
- Хардинг Гоулберн Гиффард, 2-й граф Холсбери (20 июня 1880 — 15 сентября 1943)

Хардинг Гиффард, 1-й граф Холсбери, скончался в декабре 1921 года в возрасте 98 лет. Ему наследовал его единственный сын от второго брака, Хардинг Гиффард. Графиня Холсбери умерла в декабре 1927 года.